# Gran Premio de Brasil de Motociclismo de 1992
El Gran Premio de Brasil de Motociclismo de 1992 fue la decimosegundda y penúltima prueba de la temporada 1992 del Campeonato Mundial de Motociclismo. El Gran Premio se disputó el 23 de agosto de 1992 en el circuito de Interlagos.

## Resultados 500cc
De vuelta en las carreras después del grave accidente en la prueba de Assen, el líder del campeonato, el australiano Michael Doohan, aún en condiciones precarias, no logró pasar del duodécimo lugar en la carrera. De esta forma, el estadounidense Wayne Rainey, ganador de la carrera, se acerca a tan solo dos puntos cuando queda una prueba para finalizar la temporada. En el podio con Rainey otros dos estadounidenses, John Kocinski y Doug Chandler.
| 1        | Wayne Rainey        | Marlboro Team Roberts             | Yamaha        | 48:33.539  | 20 |
| 2        | John Kocinski       | Marlboro Team Roberts             | Yamaha        | +13.010    | 15 |
| 3        | Doug Chandler       | Lucky Strike Suzuki               | Suzuki        | +20.755    | 12 |
| 4        | Wayne Gardner       | Rothmans Kanemoto Honda           | Honda         | +28.893    | 10 |
| 5        | Miguel Duhamel      | Yamaha Motor Banco                | Yamaha        | +31.234    | 8  |
| 6        | Àlex Crivillé       | Campsa Honda Team                 | Honda         | +31.254    | 6  |
| 7        | Kevin Schwantz      | Lucky Strike Suzuki               | Suzuki        | +50.401    | 4  |
| 8        | Alex Barros         | Cagiva Team Agostini              | Cagiva        | +53.521    | 3  |
| 9        | Niall Mackenzie     | Yamaha Motor Banco                | Yamaha        | +1:02.287  | 2  |
| 10       | Randy Mamola        | Budweiser Team/Global Motorsports | Yamaha        | +1:10.968  | 1  |
| 11       | Eddie Lawson        | Cagiva Team Agostini              | Cagiva        | +1:20.837  |    |
| 12       | Mick Doohan         | Rothmans Honda Team               | Honda         | +1:31.575  |    |
| 13       | Dominique Sarron    | Team ROC Banco                    | ROC Yamaha    | +1 Vuelta  |    |
| 14       | Toshiyuki Arakaki   | Team ROC Banco                    | ROC Yamaha    | +1 Vuelta  |    |
| 15       | Michael Rudroff     | Rallye Sport                      | Harris Yamaha | +1 Vuelta  |    |
| 16       | Kevin Mitchell      | MBM Racing                        | Harris Yamaha | +1 Vuelta  |    |
| 17       | Marco Papa          | Librenti Corse                    | Cagiva        | +1 Vuelta  |    |
| 18       | Serge David         | Team ROC Banco                    | ROC Yamaha    | +1 Vuelta  |    |
| 19       | Nicholas Schmassman | Uvex Racing Team                  | ROC Yamaha    | +1 Vuelta  |    |
| 20       | Eddie Laycock       | Milla Racing                      | Yamaha        | +1 Vuelta  |    |
| 21       | Andreas Leuthe      | VRP Racing Team                   | Harris Yamaha | +1 Vuelta  |    |
| 22       | Cees Doorakkers     | HEK Racing Team                   | Harris Yamaha | +1 Vuelta  |    |
| 23       | Peter Graves        | Peter Graves Racing Team          | Harris Yamaha | +2 Vueltas |    |
| Ret      | Josef Doppler       | Uvex Racing Team                  | ROC Yamaha    | Ret        |    |
| Ret      | Lucio Pedercini     | Paton Grand Prix                  | Paton         | Ret        |    |
| Ret      | Peter Goddard       | Valvoline Team WCM                | ROC Yamaha    | Ret        |    |
| Ret      | Corrado Catalano    | KCS International                 | ROC Yamaha    | Ret        |    |
| Ret      | Simon Buckmaster    | Padgett's Motorcycles             | Harris Yamaha | Ret        |    |
| Ret      | Juan Garriga        | Ducados Yamaha                    | Yamaha        | Ret        |    |
| DNS      | Juan López Mella    | Nivea For Men Team                | ROC Yamaha    | DNS        |    |
| Sources: |                     |                                   |               |            |    |

## Resultados 250cc
| Pos. | Piloto                    | Moto    | Tiempo    | Pts. |
| ---- | ------------------------- | ------- | --------- | ---- |
| 1    | Luca Cadalora             | Honda   | 45:45.808 | 20   |
| 2    | Max Biaggi                | Aprilia | +3.650    | 15   |
| 3    | Loris Reggiani            | Aprilia | +3.922    | 12   |
| 4    | Doriano Romboni           | Honda   | +7.560    | 10   |
| 5    | Jochen Schmid             | Yamaha  | +16.221   | 8    |
| 6    | Helmut Bradl              | Honda   | +21.434   | 6    |
| 7    | Loris Capirossi           | Honda   | +30.564   | 4    |
| 8    | Alberto Puig              | Aprilia | +36.079   | 3    |
| 9    | Patrick van den Goorbergh | Aprilia | +38.279   | 2    |
| 10   | Andy Preining             | Aprilia | +38.294   | 1    |
| 11   | Wilco Zeelenberg          | Suzuki  | +42.496   |      |
| 12   | Jean-Philippe Ruggia      | Gilera  | +42.721   |      |
| 13   | Masahiro Shimizu          | Honda   | +44.279   |      |
| 14   | Carlos Lavado             | Gilera  | +57.406   |      |
| 15   | Herri Torrontegui         | Suzuki  | +58.146   |      |
| 16   | Bernd Kassner             | Aprilia | +1.06.792 |      |
| 17   | Jurgen van den Goorbergh  | Aprilia | +1.24.828 |      |
| 18   | Yves Briguet              | Honda   | +1.28.889 |      |
| 19   | Bernard Hänggeli          | Aprilia | +1.36.182 |      |
| 20   | Frédéric Protat           | Aprilia | +1.45.448 |      |
| 21   | Stefan Prein              | Honda   | +1.48.338 |      |
| 22   | Katsuyoshi Kozono         | Honda   | +1.49.628 |      |
| 23   | Renzo Colleoni            | Aprilia | +1 Vuelta |      |
| 24   | Bernard Cazade            | Honda   | +1 Vuelta |      |
| 25   | Luis Lavado               | Yamaha  | +1 Vuelta |      |
| 26   | Adi Stadler               | Honda   | +1 Vuelta |      |
| 27   | Michele Gallina           | Yamaha  | +1 Vuelta |      |
| Ret  | Eskil Suter               | Aprilia | Ret       |      |
| Ret  | Pierfrancesco Chili       | Aprilia | Ret       |      |
| Ret  | Luis d'Antin              | Honda   | Ret       |      |
| Ret  | Paolo Casoli              | Yamaha  | Ret       |      |
| Ret  | Harald Eckl               | Aprilia | Ret       |      |
| Ret  | José Kuhn                 | Honda   | Ret       |      |
| Ret  | Adrian Bosshard           | Honda   | Ret       |      |

## Resultados 125cc
El pilot alemán Dirk Raudies obtiene su primera victoria en el Mundial por delante del español Jorge Martínez Aspar y el italiano Alessandro Gramigni. Con el tercer puesto, Gramigni consolida su liderato en la clasificación ahora con ocho puntos de ventaja sobre el italiano Fausto Gresini.
| Pos. | Piloto               | Moto      | Tiempo    | Pts. |
| ---- | -------------------- | --------- | --------- | ---- |
| 1    | Dirk Raudies         | Honda     | 44.37.091 | 20   |
| 2    | Jorge Martínez Aspar | Honda     | 44.48.400 | 15   |
| 3    | Alessandro Gramigni  | Aprilia   | 44.48.808 | 12   |
| 4    | Bruno Casanova       | Aprilia   | 44.48.811 | 10   |
| 5    | Oliver Petrucciani   | Honda     | 45.05.449 | 8    |
| 6    | Fausto Gresini       | Honda     | 45.09.066 | 6    |
| 7    | Noboru Ueda          | Honda     | 45.09.339 | 4    |
| 8    | Nobuyuki Wakai       | Honda     | 45.09.798 | 3    |
| 9    | Carlos Giró          | Aprilia   | 45.13.814 | 2    |
| 10   | Ezio Gianola         | Honda     | 45.13.936 | 1    |
| 11   | Gabriele Debbia      | Honda     | 45.15.281 |      |
| 12   | Loek Bodelier        | Honda     | 45.18.698 |      |
| 13   | Maik Stief           | Aprilia   | 45.22.391 |      |
| 14   | Kazuto Sakata        | Honda     | 45.32.643 |      |
| 15   | Ralf Waldmann        | Honda     | 45.34.907 |      |
| 16   | Oliver Koch          | Honda     | 45.43.461 |      |
| 17   | Takao Shimizu        | Honda     | 45.46.392 |      |
| 18   | Manuel Hernández     | Aprilia   | 45.56.349 |      |
| 19   | Arie Molenaar        | Aprilia   | 45.56.356 |      |
| 20   | Robin Appleyard      | Honda     | 46.16.092 |      |
| 21   | Giovanni Palmieri    | Gazzaniga | 46.16.482 |      |
| 22   | Hubert Abold         | Honda     | 46.16.861 |      |
| 23   | Heinz Lüthi          | Honda     | 46.31.239 |      |
| 24   | Johnny Wickström     | Honda     | 2 Vueltas |      |
| Ret  | Hans Spaan           | Aprilia   | Ret       |      |
| Ret  | Alain Bronec         | Honda     | Ret       |      |
| Ret  | Kin'ya Wada          | Honda     | Ret       |      |
| Ret  | Julián Miralles      | Honda     | Ret       |      |
| Ret  | Maurizio Vitali      | Gazzaniga | Ret       |      |
| Ret  | Peter Öttl           | Rotax     | Ret       |      |
| Ret  | Luis Álvaro          | JJ Cobas  | Ret       |      |
| Ret  | Peter Galvin         | Honda     | Ret       |      |
| Ret  | Alfred Waibel        | Honda     | Ret       |      |
| Ret  | Steve Patrickson     | Honda     | Ret       |      |